# Heinz Riefenstahl

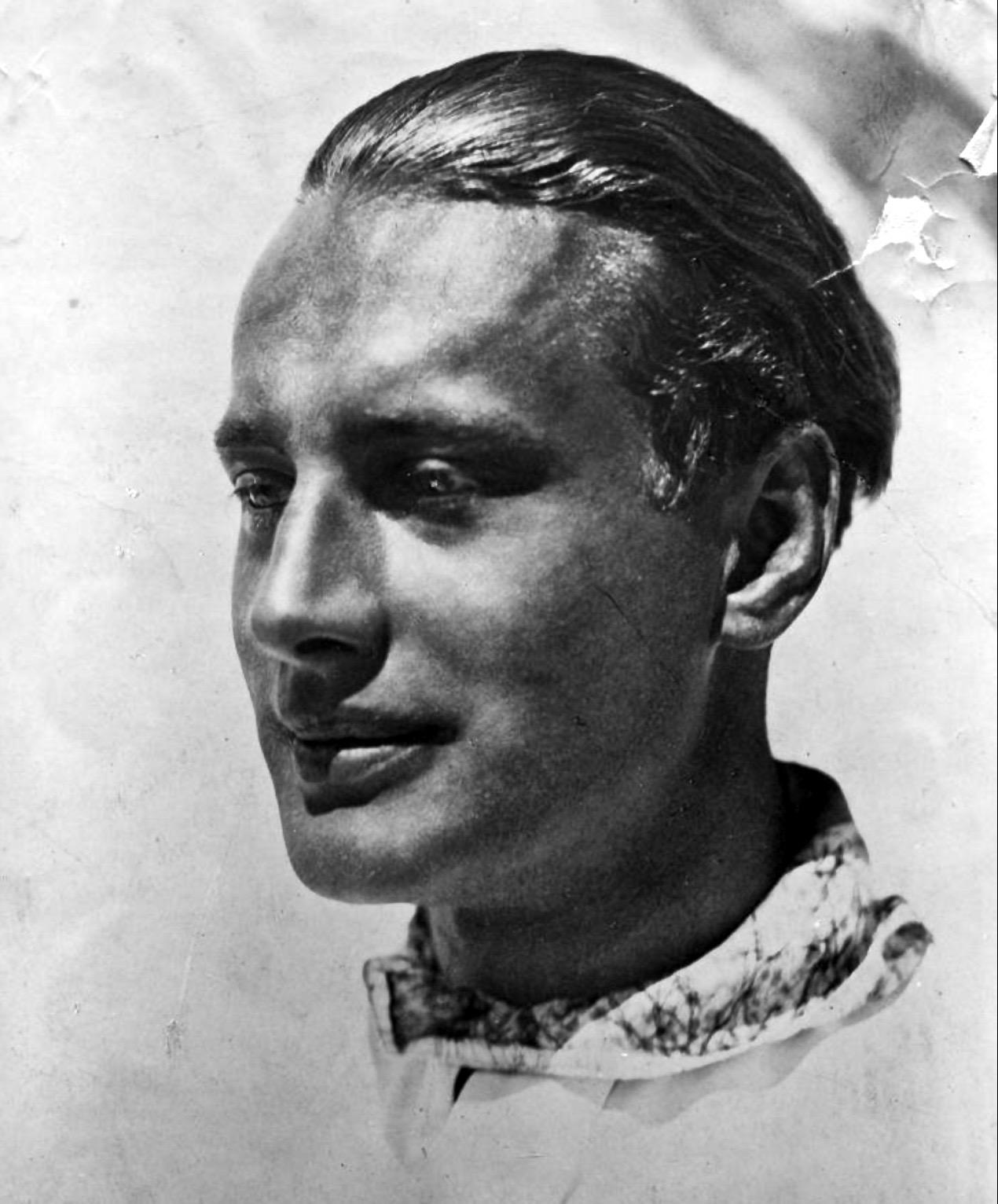
Heinz Riefenstahl um 1926

Heinz Karl Gustav Riefenstahl (* 5. März 1906 in Rixdorf bei Berlin; † 20. Juli 1944 in Lettland, Sowjetunion) war ein deutscher Ingenieur. Er war der jüngere Bruder der Filmregisseurin und Fotografin Leni Riefenstahl.

## Familie

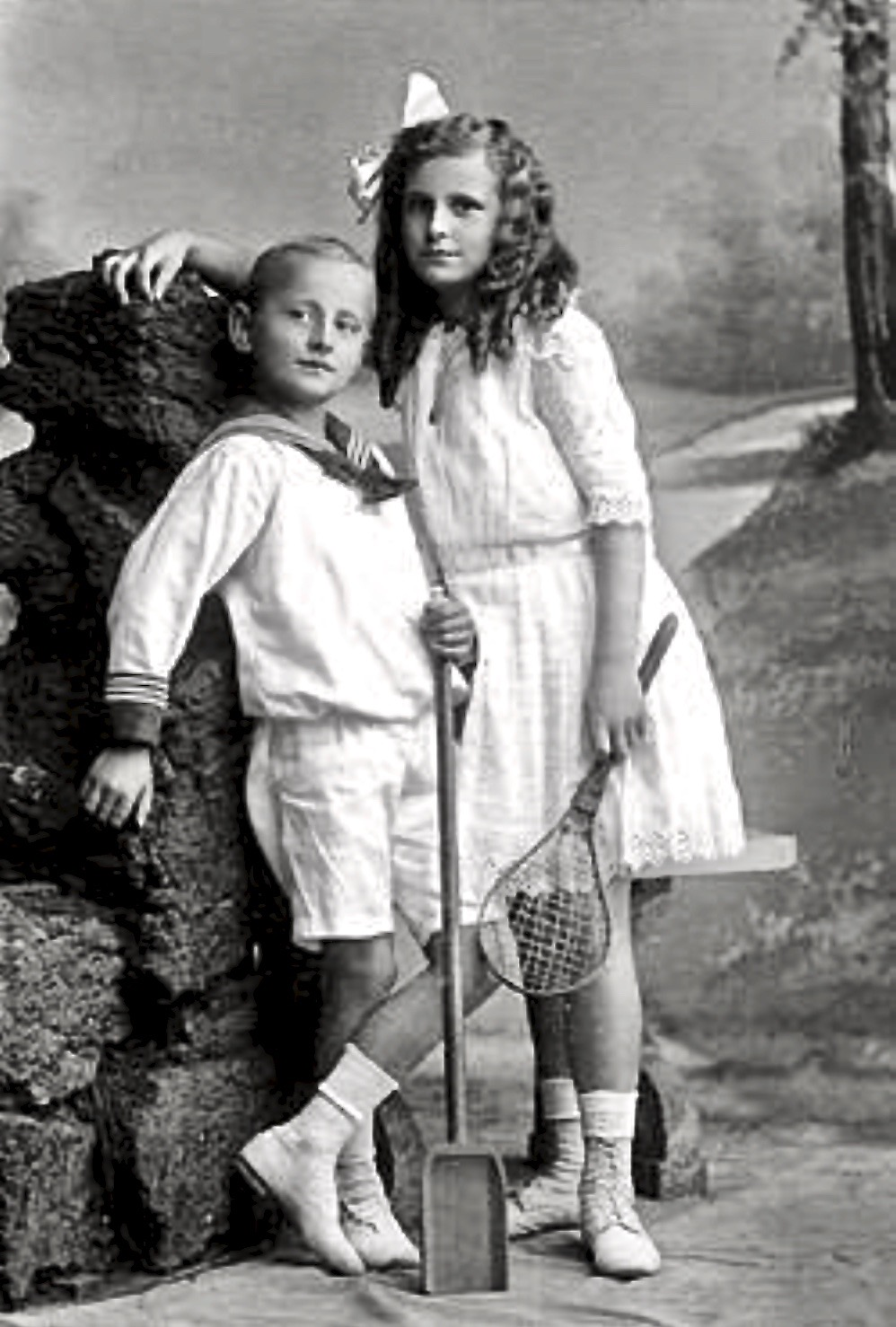
Die Geschwister Heinz und Leni Riefenstahl als Kinder in einem Berliner Fotostudio, um 1914

Er war der Sohn des Installateurmeisters Alfred Theodor Paul Riefenstahl (* 30. Oktober 1878 in Berlin; † 16. Juli 1944 in Kitzbühel) und dessen Ehefrau, der gelernten Näherin Bertha Ida Riefenstahl (* 9. Oktober 1880 in Włocławek; † 14. Januar 1965 in München), geborene Scherlach.
Seine Familie war insbesondere väterlicherseits sehr um einen gesellschaftlichen Aufstieg bemüht, mütterlicherseits jedoch von künstlerischen Ambitionen geprägt, die der von Leni Riefenstahl als despotisch beschriebene Vater zumeist nicht unterstützte.
Zu seiner älteren Schwester Leni Riefenstahl entwickelte er ein sehr enges und teils abhängiges Verhältnis.
Sein Vater habe sich aufgrund der früh erkennbaren charakterlichen Eigenschaften gewünscht, dass seine Tochter Leni ihm als Sohn geboren und geschäftlicher Nachfolger geworden wäre. Sein Sohn erschien ihm für diese Funktion als weitaus weniger geeignet. Heinz Riefenstahl soll von beiden Elternteilen nicht im selben Maß wie seine wesentlich selbstbewusstere und extrem ehrgeizige Schwester Leni gefördert worden sein.
Leni Riefenstahl charakterisierte ihren Bruder in ihren Memoiren: „Heinz war in seiner Veranlagung fast das Gegenteil von mir. Ich war aktiv, er zurückhaltend, ich lebhaft, mein Bruder eher still. Trotzdem hatten wir etwas gemeinsam, das Interesse für Kunst und schöne Dinge – zum Kummer unseres Vaters, der sich seinen Sohn als Partner und Nachfolger seiner Firma wünschte.“
Die Familie, die nacheinander in den Berliner Bezirken Wedding (Prinz-Eugen-Straße), Neukölln, Schöneberg und Wilmersdorf wohnte, zog 1921 ins Umland nach Rauchfangswerder am Zeuthener See (heute: Berlin-Schmöckwitz).
Heinz Riefenstahl heiratete im Jahr 1935 die acht Jahre jüngere Ilse Margarete Rehtmeyer, die Tochter eines Lehrers, die er etwa drei Jahre zuvor kennengelernt hatte. Aus der sieben Jahre andauernden Ehe gingen zwei Kinder hervor, Eckart und Uta. Nach wiederholten Affären Heinz Riefenstahls und auf Betreiben seiner Schwester kam es am 19. Dezember 1942 zur Scheidung.

## Leben
Heinz Riefenstahl war im Gegensatz zu seiner älteren Schwester ein primär an den dominanten Vater angepasstes Kind und wird als eher ruhig beschrieben. Er sei bemüht gewesen, den Ansprüchen seines Vaters so gut wie möglich zu entsprechen.
Nach seinem Ingenieurstudium an der Technischen Hochschule in Berlin-Charlottenburg führte er das Installationsgeschäft für Lüftungs-, Sanitär- und Zentralheizungsanlagen seines Vaters in der Kurfürstenstraße als Chefingenieur bzw. Technischer Leiter und Geschäftsführer.
Zusammen mit dem nahezu gleichaltrigen Architekten Eckart Muthesius reiste er beispielsweise nach Indore in den indischen Bundesstaat Madhya Pradesh, um in den von diesem geplanten Palast Manik Bagh des Maharadschas Shri Yeshwant Rao Holkar Bahadur eine Klimaregulierung zu integrieren.
Heinz und Leni Riefenstahl galten im gesellschaftlichen Leben Berlins der 1930er Jahre als „das schöne Geschwisterpaar“, Heinz sogar als „Traumpartie“. Beide traten bei vielfältigen Anlässen gemeinsam auf, zählten zur Crème der Gesellschaft der Reichshauptstadt. Bei den Uraufführungen der Filme seiner Schwester war Heinz als deren männlicher Begleiter dabei, so auch bei der Premiere des Reichsparteitagsfilms Triumph des Willens am 28. März 1935 im UFA-Palast am Zoo Berlin vor mehr als 2.000 Zuschauern, darunter der gesamten NS-Prominenz. Heinz Riefenstahl entwickelte sich dadurch und wegen seines geschäftlichen Erfolgs zu einem Lebemann. Beide Geschwister unterhielten beste Kontakte zur nationalsozialistischen Prominenz, zu Militär- und Regierungsdienststellen, darunter insbesondere zu dem Architekten und späteren Reichsminister Albert Speer.

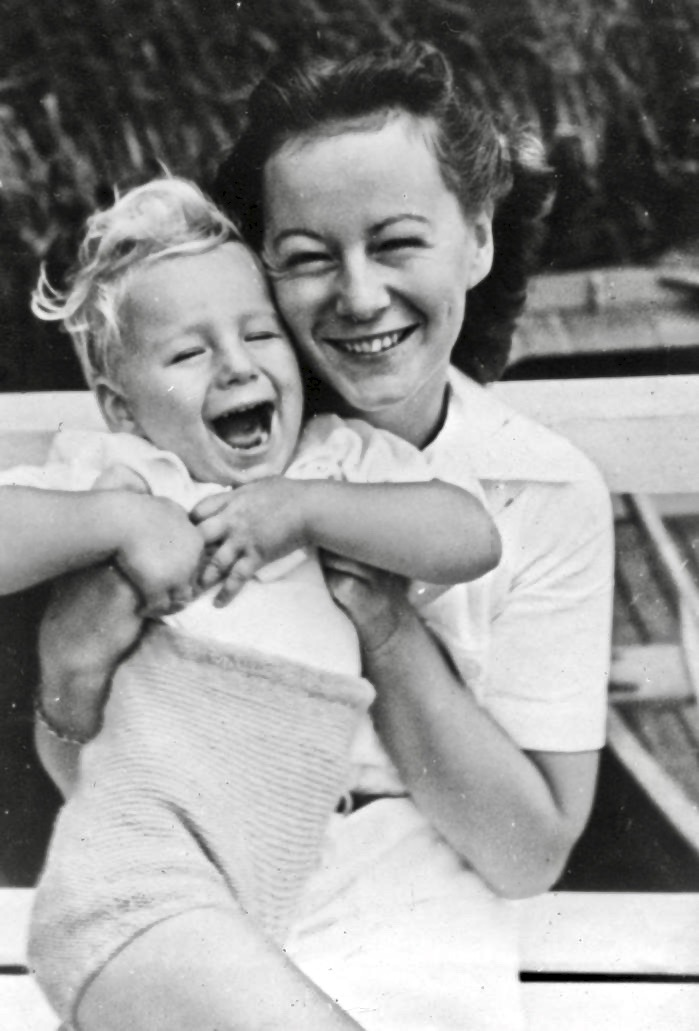
Heinz Riefenstahls Ehefrau Ilse, mit ihrem ältesten Sohn, Eckart, um 1940

Als sich Ilse Rehtmeyer in Heinz Riefenstahl verliebte und ihn fortan begleitete, geriet sie in eine seltsam erscheinende Art der Rivalität zu dessen Schwester Leni. Es dauerte eine Weile, bis sie bemerkte, wie nah sich die beiden Geschwister standen und wie intensiv Leni Riefenstahl ihrem Bruder bzw. der Unternehmung ihres Vaters zuarbeitete. Heinz Riefenstahl blieb jedoch stets im Schatten seiner berühmten Schwester. Wenn er auf sich gestellt war, sei er häufig unschlüssig gewesen, wie zu verfahren sei. Seine Schwester habe dann den weiteren Weg vorgegeben, Widerstände ausgeräumt, oft zu Lasten Dritter. Leni Riefenstahl habe sich für ihren jüngeren Bruder Heinz verantwortlich gefühlt und gleichzeitig versucht, dessen beruflichen Erfolg sicherzustellen und zu steigern. Zu diesem Zweck vermittelte sie ihm über ihre eigenen beruflichen und gesellschaftlichen Kontakte Kunden und Aufträge.
Ilse Rehtmeyer fand im Lauf der Zeit heraus, dass ein wesentlicher Teil des geschäftlichen Erfolgs ihres späteren Ehemanns auf direkte Vermittlung von Aufträgen durch Leni Riefenstahl bzw. deren Kontakte zu hohen NS-Funktionsträgern zurückzuführen war. Beispielsweise traf Heinz Riefenstahl, nachdem er Ilse mit seinem Fahrzeug an Waldgaststätten abgesetzt hatte und sie dort allein ließ, auf konspirative Weise mit ihr unbekannten Männern „in Anzügen“ zusammen. Dabei ging es, wie sie später in Erfahrung brachte, um den geheim gehaltenen Ausbau von Kasernen und Militärflugplätzen, an deren Errichtung das Installationsunternehmen beteiligt wurde. Dies erfolgte vor dem Hintergrund der zuwider laufenden Bestimmungen des Versailler Vertrages und der uninformierten deutschen Öffentlichkeit.
Ilse Rehtmeyers Heirat mit Heinz Riefenstahl im Jahr 1935 war eine Liebesheirat, die jedoch von Leni Riefenstahl nicht goutiert wurde. Trotz der Freude über die gemeinsamen Kinder musste Ilse Riefenstahl im Lauf der Zeit erkennen, dass die Bindung ihres Mannes an seine Schwester wesentlich enger und fester war als an seine junge Ehefrau. Das Verhältnis von Leni Riefenstahl zu ihrer Schwägerin war von Anfang an problematisch und nahm sukzessive an Spannung zu. Die Schauspielerin Ellen Schwiers, eine Vertraute von Leni Riefenstahl, erinnert dazu: „Das ist so eine Familiengeschichte, die sehr unangenehm ist. Ich weiß nur, dass da keine Liebe zwischen der Schwägerin und Leni herrschte – im Gegenteil.“
Am 9. Dezember 1935 gründeten Heinz und Leni Riefenstahl die Olympia-Film G.m.b.H. mit Sitz in Berlin, an der Heinz Riefenstahl einen zehnprozentigen Geschäftsanteil hielt. Allein für den Film Olympia erhielt seine Schwester von Goebbels aufgestockte 400.000 Reichsmark Honorar, damals eine gewaltige Summe. Davon standen Heinz Riefenstahl somit rechnerisch 40.000 RM zu. Seine Einlage in die Gesellschaft betrug 2.000 RM. Als Generalbauinspektor für die Reichshauptstadt (G.B.I.) übergab Albert Speer der Olympia-Film G.m.b.H. von seinem Dienstsitz am Pariser Platz aus wiederholt Aufträge für Dokumentarfilme und versorgte auch den Installateurbetrieb Riefenstahl kontinuierlich und häufig mit lukrativen Projekten.
Heinz Riefenstahl wurde aufgrund der zunehmend an ihn bzw. den kriegswichtigen Betrieb seines Vaters übergebenen Aufträge ab 1936 unabkömmlich (u.k.) gestellt und dadurch vorläufig vom aktiven Dienst in der Wehrmacht befreit.
Im Gegensatz zu seiner Schwester Leni, die über ihren Freund, den fränkischen Gauleiter, Stürmer-Herausgeber und infamen Judenhetzer Julius Streicher, aktiv gegen Juden (den Co-Autor ihres Kinofilms Das blaue Licht, Béla Balázs) vorging, half Heinz Riefenstahl aktiv, als er von einer Freundin jüdischer Abstammung um Hilfe gebeten wurde, deren Mutter deportiert werden sollte. Er nahm umgehend Kontakt mit einem befreundeten ranghohen SS-Angehörigen auf und erreichte in diesem konkreten Fall die Rücknahme des Deportationsbefehls.
Ilse Riefenstahl fand heraus, dass sie von ihrem Mann Heinz mehrfach mit anderen Frauen betrogen worden war. Sie unternahm einen Suizidversuch, der jedoch missglückte, weil sie gerade noch gerettet werden konnte. Zu einer Aussprache der Ehepartner kam es wohl nicht; stattdessen schaltete sich Leni Riefenstahl ein. Im Namen ihres Bruders forderte sie unter Verdrehung des zugrunde liegenden Sachverhalts Ilse auf, einem Trennungsjahr zuzustimmen, in dessen Verlauf beide Eheleute ihren individuellen Bedürfnissen frei nachgehen dürften. Im Verlauf dieses Gesprächs wies Ilse ihrer Schwägerin die Tür. Nach einem vorangegangenen Sühnetermin beim Amtsgericht Berlin-Charlottenburg erfolgte am 19. Dezember 1942 die Scheidung des Ehepaars. Das Sorgerecht für die beiden Kinder wurde deren Vater zugesprochen.
Heinz Riefenstahls Präsenz bei vielen gesellschaftlichen Anlässen und insbesondere der enge Bezug zu seiner berühmten Schwester, die offenkundige Nähe zu NS-Größen und der wirtschaftliche Erfolg der beiden Geschwister führten zu Missgunst und zu zahlreichen Neidern. Während des Zweiten Weltkrieges erhielten diese Neider Gelegenheit zur Denunziation. Nach der Vernichtung der 6. Armee in der Schlacht von Stalingrad wurde in einem anonymen Schreiben an eines der fünf Berliner Rüstungskommandos (RüKdo) sehr detailliert moniert, Heinz Riefenstahl ruhe sich auf den unbestreitbaren Verdiensten seiner berühmten Schwester Leni aus, profitiere davon nachhaltig und feiere rauschende Feste, während die Soldaten an der Front mit ihrem Leben für das deutsche Volk einstünden. Er sei faul und zeige mangelnden Arbeitseinsatz: „Ich bin überzeugt, dass Fräulein Riefenstahl [Leni Riefenstahl] im guten Glauben gehandelt hat, als sie dem Herrn Reichsminister die Unentbehrlichkeit ihres Bruders schilderte. Heinz Riefenstahl jedoch ist, wenn man gewisse Jünglinge früher als Nur-Sohn ihres Vaters bezeichnete, der Bruder seiner Schwester. Auch jetzt noch glaubt er, mit Rücksicht auf die Tüchtigkeit seiner Schwester könne ihm niemand etwas anhaben“.
Nach Aufhebung von Heinz Riefenstahls u.k.-Stellung galt er als kriegsverwendungsfähig (k.v.) und wurde im Mai 1943 an die Ostfront eingezogen. Man warf ihm vor, aufgrund seiner (außerehelichen) Beziehung zu einer Frau jüdischer Abstammung „Rassenschande“ betrieben zu haben. In den Folgemonaten gelang es seinem Vater trotz wiederholter Eingaben nicht, den Sohn als Chefingenieur und Technischen Leiter seines als kriegswichtig klassifizierten Betriebes erneut u.k. stellen zu lassen. Leni Riefenstahl bat am 12. Mai 1944 schriftlich bei Rüstungsminister Albert Speer um Rat und Hilfe. Darin betonte sie, dass „mein Bruder niemals durch mich seine u.k.-Stellung erhalten hatte. Nun wird er schuldlos mit Schimpf und Schande behandelt, scheinbar nur, weil er mein Bruder ist und meinen Namen trägt“.
SS-General Karl Wolff, Chef-Adjutant Heinrich Himmlers, soll versucht haben, Heinz Riefenstahl noch im Sommer 1944 von der Front zurückzurufen.
Heinz Riefenstahl fiel 38-jährig als Panzergrenadier in der Sowjetunion, vier Tage nach dem natürlichen Tod seines Vaters. Adolf Hitler kondolierte per Telegramm. Leni Riefenstahl betrachtete sich zeitlebens mitverantwortlich für den Tod ihres Bruders, weil sie es unterlassen habe, Adolf Hitler ein einziges Mal um etwas ganz Persönliches zu bitten.
Testamentarisch hat Heinz Riefenstahl seiner Schwester das Sorgerecht für seine beiden Kinder übertragen.

## Video
- Leni Riefenstahl – Der Preis des Ruhms, ZDF History, auf youtube.com, 44:16 Min.